# Comune di Ikast
Il comune di Ikast, fino al 1º gennaio 2007 è stato un comune danese situato nella contea di Ringkjøbing, il comune aveva una popolazione di 23 283 abitanti (2005) e una superficie di 294 km². Capoluogo era la cittadina omonima.
Dal 1º gennaio 2007, con l'entrata in vigore della riforma amministrativa, il comune è stato soppresso e accorpato ai comuni di Brande e Nørre-Snede per dare luogo al neo-costituito comune di Ikast-Brande compreso nella regione dello Jutland Centrale (Midtjylland).